# Jorn
Jorn är ett norskt metal-band med sångaren Jørn Lande som frontman. Andra tidigare medlemmar inkluderar gitarristen Trond Holter och basisten Thomas Bekkevold.

## Medlemmar
Nuvarande medlemmar
- Jørn Lande – sång (2000– )
- Mat Sinner – basgitarr (2017– )
- Alex Beyrodt – gitarr (2017– )
- Alessandro Del Vecchio – keyboard (2017– )
- Beata Polak – trummor (2017– )

Tidigare medlemmar
- John Macaluso – trummor (2000–2001)
- Dag Stokke – keyboard (2000–2001; död 2011)
- Sid Ringsby – basgitarr (2001–2003, 2008)
- Tore Moren – gitarr (2001–2003, 2005–2012)
- Stian Kristoffersen – trummor (2003–2005)
- Magnus Rosén – basgitarr (2004–2005)
- Jørn Viggo Lofstad – gitarr (2004–2008)
- Morty Black (Morten Skaget) – basgitarr (2005–2008)
- Willy Bendiksen – trummor (2005–2013)
- Nic Angileri – basgitarr (2008–2012)
- Igor Gianola – gitarr (2008–2009)
- Jimmy Iversen – gitarr (2009–2012)
- Tor Erik Myhre – gitarr (2009–2011)
- Bernt Jansen – basgitarr (2012–?)
- Trond Holter – sologitarr (2012–?)
- Christian Svendsen – trummor (2014–?)
- Thomas Bekkevold – basgitarr (?–?)

## Diskografi
Studioalbum
- Starfire (2000)
- Worldchanger (2001)
- Out to Every Nation (2004)
- The Duke (2006)
- Unlocking the Past (2007)
- Lonely Are the Brave (2008)
- Spirit Black (2009)
- Dio (2010)
- Bring Heavy Rock to the Land (2012)
- Traveller (2013)
- Heavy Rock Radio (2016)
- Life on Death Road (2017)
- Heavy Rock Radio II - Executing the Classics (2020)

Livealbum
- Live in America (2007)
- Live in Black (2011)

Singlar
- "Bring Heavy Rock to the Land" (2012)

Samlingsalbum
- The Gathering (2007)
- Dukebox (2009)
- Symphonic (2013)
- 50 Years on Earth: The Anniversary Box Set (12xCD Box) (2018)

Video
- Live in America (DVD) (2009)
- Live on Death Road (Blu-ray) (2019)

Annat
- All for You / Faces / Out to Every Nation (2004) (delad album: Annihilator / Perzonal War / Jorn)
- The Battle (2005) (Russell Allen & Jørn Lande)
- The Revenge (2007) (Russell Allen & Jørn Lande)
- The Showdown (2010) (Russell Allen & Jørn Lande)
- The Great Divide (2014) (Russell Allen & Jørn Lande)
- Dracula: Swing of Death (2015) (Jørn Lande & Trond Holter)